# William Kelly (Politiker, 1840)

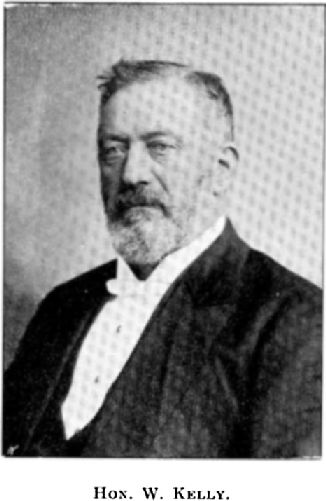
William Kelly

William Kelly (* 1840 im County Louth, Irland; † 19. September 1907) war ein irischer Wanderarbeiter in Neuseeland, der als Geschäftsmann, Soldat und Politiker tätig war.

## Frühe Jahre
William Kelly wurde 1840 in Irland geboren und wanderte 1863 als junger Mann nach Neuseeland aus. 1864 wurde er Lieferant für die in Auckland stationierten Truppen. Im folgenden Jahr ging er nach Opotiki, um einen Schifffahrtsbetrieb zwischen Opotiki und Auckland zu eröffnen. 1868 wurde er Kapitän des Kavalleriekorps der Bay of Plenty und kämpfte in den Neuseelandkriegen.
Zwischen 1871 und 1875 sowie von 1887 bis 1896 saß er als Abgeordneter im neuseeländischen Repräsentantenhaus.